# IK Пегаса
IK Пега́са (IK Pegasi, сокр. IK Peg, или HR 8210) — двойная звезда в созвездии Пегас. Находится на расстоянии около 150 световых лет от Солнечной системы и её светимости достаточно, чтобы быть видимой невооружённым глазом.
Главный компонент (IK Пегаса A) — звезда главной последовательности, спектрального класса A, которая классифицируется как переменная звезда типа Дельты Щита и показывает незначительные пульсации яркости с частотой изменения блеска примерно 22,9 раза в день. Его спутник (IK Пегаса B) является массивным белым карликом — звездой, которая сошла с главной последовательности и уже не производит энергию путём термоядерного синтеза. Они вращаются друг вокруг друга с периодом 21,7 дня на среднем расстоянии около 31 млн км, или 0,21 астрономической единицы (а. е.) друг от друга, что меньше, чем радиус орбиты Меркурия.
IK Пегаса B — ближайший известный кандидат в будущие сверхновые. Как только главная звезда системы начнёт превращаться в красный гигант, она вырастет до радиуса, где белый карлик может увеличивать массу, аккрецируя вещество с расширенной газовой оболочки. Когда белый карлик достигнет предела Чандрасекара в 1,44 солнечных масс, он может взорваться как сверхновая типа Ia.

## История наблюдений
Впервые эта звезда была каталогизирована в 1862 году, попав в Боннское обозрение под номером BD +18°4794B. Позднее, в 1908 году она появились в Гарвардский пересмотренном каталоге как HR 8210. Обозначение IK Пегаса было присвоено, после того как была открыта её переменность, в соответствии с номенклатурой обозначения переменных звёзд, предложенной Фридрихом Аргеландером.
Изучение спектральных особенностей этой звезды показали характерное смещение линий поглощения в двойной системе. Это смещение возникает, когда звезда движется по своей орбите, сначала по направлению к наблюдателю, а затем от наблюдателя, создавая периодический доплеровский сдвиг спектральных линий. Измерения этого смещения позволяют астрономам определить относительную скорость орбитального движения по крайней мере одной из звёзд, даже если они не в состоянии разрешить отдельные компоненты.
В 1927 году канадский астроном Уильям Харпер (William E. Harper) использовал этот метод для определения периода обращения спектрально-двойной IK Пегаса и обнаружил, что он равен 21,724 дня. Кроме того, он первоначально предполагал, что эксцентриситет орбиты равен 0,027. (Более поздние оценки показывают, что эксцентриситет фактически равен нулю, что является показателем круговой орбиты). Максимальная скорость основного компонента вдоль луча зрения с Земли составляет 41,5 км/с.
Расстояние до системы IK Пегаса может быть измерено непосредственно по наблюдениям параллакса звезды, поскольку она достаточно близка. Это периодическое смещение было измерено с высокой точностью астрометрическим спутником «Hipparcos», что позволило оценить расстояние до звезды в 150 ± 5 световых лет. «Hipparcos» измерил также собственное движение этой системы (небольшое угловое смещение IK Пегаса на небе из-за его движения в пространстве)
Известные расстояние и собственное движение системы позволяют оценить поперечную скорость IK Пегаса, которая оказалась равной 16,9 км/с. Третий компонент движения, лучевую скорость, можно рассчитать по среднему сдвигу в красную или синюю сторону звёздного спектра. Общий каталог звёздных лучевых скоростей (Catalogue of Stellar Radial Velocities) указывает, что радиальная скорость для этой системы −11,4 км/с. Сочетание радиального и поперечного движений даёт пространственную скорость 20,4 км/с по отношению к Солнцу.
В 2000 году была сделана попытка сфотографировать отдельные компоненты этой двойной системы с помощью космического телескопа «Хаббл», но звёзды оказались слишком близки для того, чтобы их можно было разрешить по отдельности. Последние измерения орбитальной ультрафиолетовой обсерваторией EUVE (Extreme Ultraviolet Explorer) дали более точную оценку орбитального периода в 21,72168(9) дней. Предполагается, что наклон плоскости орбиты системы к лучу зрения близок к 90°, то есть с Земли её видно почти с ребра. В этом случае возможно наблюдать периодические затмения основного компонента белым карликом.

## IK Пегаса A

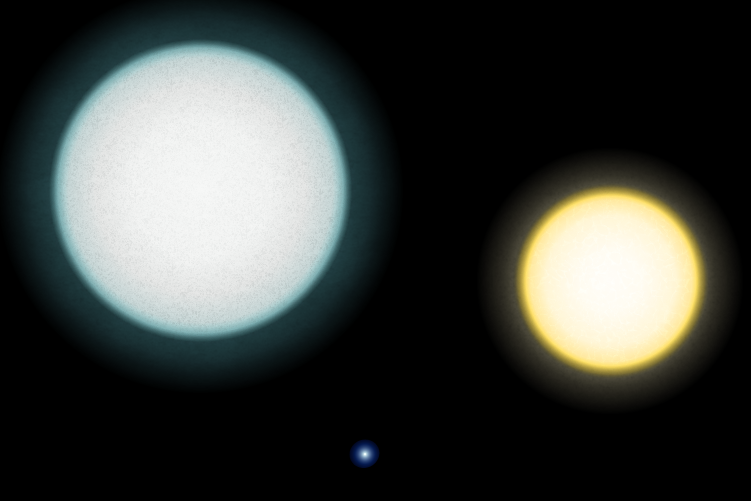
Относительные размеры IK Peg A (слева), B (внизу) и Солнца (справа).

Диаграмма Герцшпрунга — Рассела показывает зависимость между светимостью и показателем цвета для множества звёзд. IK Peg A в настоящее время находится на главной последовательности, то есть принадлежит к той группе звёзд, в которой энерговыделение обеспечивается термоядерным горением водорода. Вместе с тем IK Peg A лежит в узкой, почти вертикальной полосе на диаграмме Герцшпрунга-Рассела, которая известна как полоса нестабильности. Яркости звёзд в этой полосе колеблются в результате периодических пульсаций поверхности звезды.
Пульсации происходят в результате процесса, называемого каппа-механизм. Часть внешней атмосферы звезды становится оптически непрозрачной из-за частичной ионизации отдельных элементов. Когда эти атомы теряют электрон, вероятность того, что они будут поглощать энергию, возрастает. Это приводит к увеличению температуры, что приводит к расширению атмосферы. Расширенная атмосфера становится менее ионизированной и теряет энергию, в результате чего она остывает и уменьшается в размерах. В результате работы этого цикла появляются периодические пульсации атмосферы и соответствующие изменения яркости.
Звезды в области полосы нестабильности, которая пересекает главную последовательность, называются переменными типа Дельты Щита (δ Sct). Подобные переменные, прототипом для которых стала Дельта Щита, обычно являются звёздами спектрального класса от А2 до F8 и класса светимости от III (субгигантов) до V (звёзды главной последовательности). Эти звёзды — короткопериодические переменные с регулярными пульсациями между 0,025 и 0,25 суток. Звёзды типа δ Sct имеют обилие тяжёлых элементов, подобное солнечному (см. Металличность), и массу от 1,5 до 2,5 M⊙. Частота пульсаций IK Пегаса A была оценена в 22,9 цикла в день, или один раз в 63 мин.
Астрономы определяют металличность звезды, как наличие в её атмосфере химических элементов, которые имеют более высокий порядковый номер, чем гелий (все они называются в астрофизике металлами). Эта величина измеряется с помощью спектрального анализа атмосферы, а затем оценивается по сравнению с результатами предвычисленных звёздных моделей. В случае IK Пегаса A металличность [M/H] равна 0,07±0,20. Такая запись даёт логарифм отношения содержания металлов (M) к водороду (H), минус логарифм металличности Солнца. (Таким образом, если звезда имеет ту же металличность, что и Солнце, то значение логарифма будет равно нулю). В пределах погрешности металличность IK Пегаса A совпадает с солнечной.
Спектр таких звёзд, как IK Peg A, показывает сильные бальмеровские линии водорода вместе с линиями поглощения ионизированных металлов, в том числе линии K ионизованного кальция (Ca II) на длине волны 393,3 нм. Спектр IK Peg A классифицируется как маргинальный Am (или "Am: "); это означает, что в спектре этой звезды видны несколько усиленные, по сравнению с типичной звездой класса А, линии поглощения металлов. Звезды спектрального класса Am часто являются членами тесных двойных систем с компаньоном примерно такой же массы, что и наблюдается в случае IK Пегаса.
Звёзды спектрального класса A горяче́е и массивнее, чем Солнце, но, как следствие, время жизни звезды на главной последовательности соответственно меньше. Для звезды с массой, аналогичной IK Peg A (1,65 солнечных), расчётный срок жизни на главной последовательности составляет 2-3 млрд лет, что составляет примерно половину текущего возраста Солнца.
В отношении массы, ближайшей к нам звездой-аналогом того же спектрального класса и типа переменности является относительно молодой Альтаир, чья масса равна 1,7 M⊙. В целом же двойная система имеет некоторое сходство с Сириусом, который состоит из главной звезды спектрального класса A и спутника — белого карлика. Тем не менее, Сириус A является более массивной звездой, чем IK Пегаса A, а орбита его спутника гораздо больше, с большой полуосью в 20 а. е.

## IK Пегаса B
Звезда-компаньон IK Пегаса B является плотным белым карликом. Звёзды этого класса достигли конца своей жизни и больше не производят энергию путём ядерного синтеза. Вместо этого, при нормальных обстоятельствах белый карлик будет постоянно излучать избыток энергии, становясь всё более холодным и тусклым, на протяжении многих миллиардов лет.

### Предварительная эволюция
Почти все звёзды малой и средней массы (меньше примерно 9 солнечных масс) в конце концов, исчерпав свои запасы водорода, становятся белыми карликами. Такие звёзды проводят большую часть своей «активной» жизни, находясь на главной последовательности. Количество времени, которое они проводит на главной последовательности, зависит прежде всего от их массы: время жизни уменьшается с ростом массы. Таким образом, IK Peg B, прежде чем стать белым карликом, должна была быть более массивной, чем компонент А. Звезда-родоначальник IK Peg B, как полагают, имела массу от 5 до 8 солнечных.

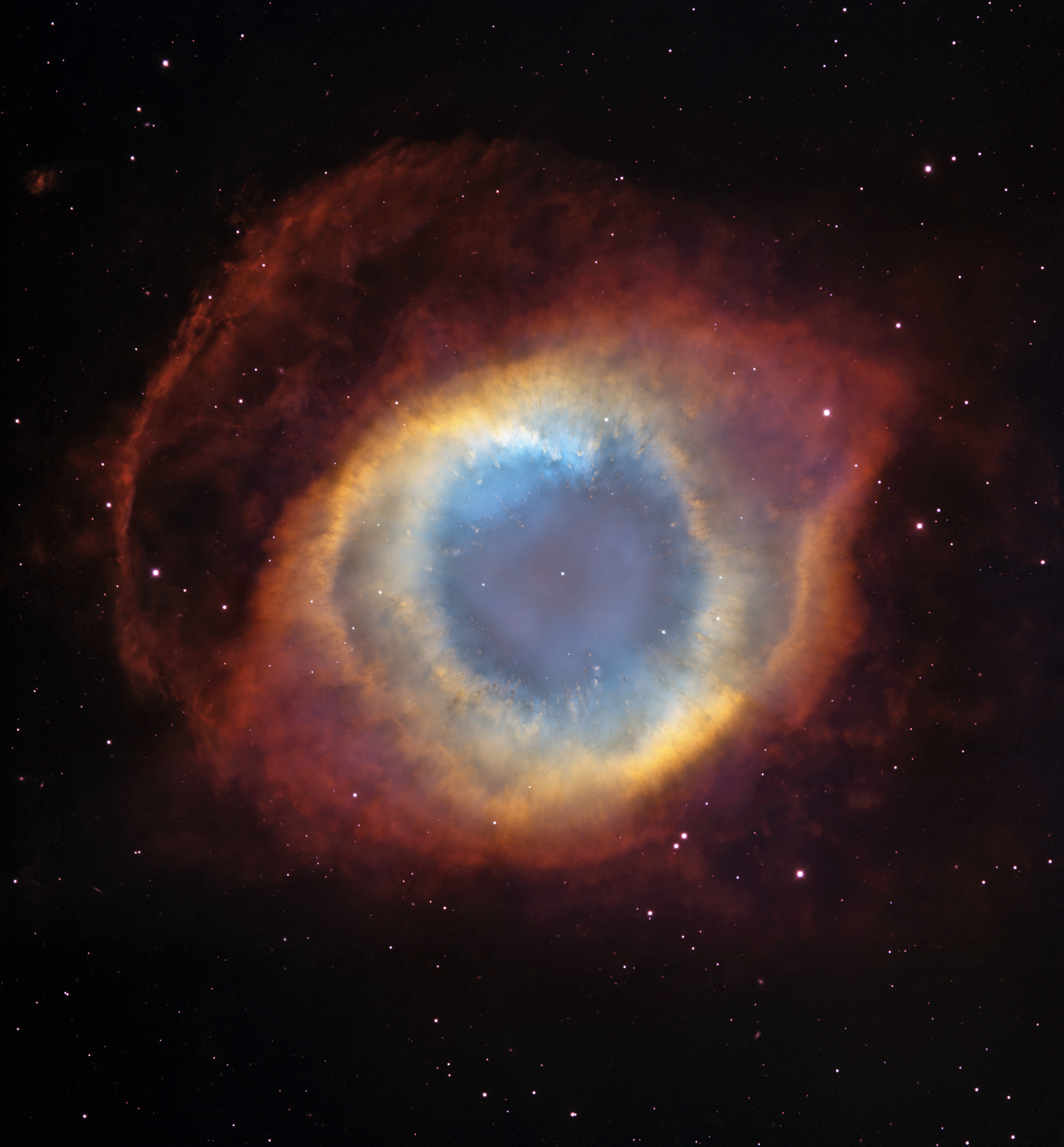
Планетарная туманность Улитка появилась в результате эволюции красного гиганта в белый карлик. NASA&ESA

После того как водородное топливо в ядре родоначальника IK Peg B было исчерпано, он превратился в красный гигант. Внутреннее ядро сжалось до состояния, когда началось горение водорода в оболочке, окружавшей гелиевое ядро. Чтобы скомпенсировать повышение температуры, внешняя оболочка расширилась во много раз по сравнению с радиусом, которым звезда обладала, находясь на главной последовательности. Когда в ядре были достигнуты температура и плотность, при которой могло бы начаться горение гелия, гигант перешёл на горизонтальную ветвь диаграммы Герцшпрунга — Расселла. Слияние гелия образует инертное ядро, состоящее из углерода и кислорода. Когда гелий в ядре был исчерпан, вокруг него появилась горящая гелиевая оболочка в дополнение к горящей водородной оболочке, и звезда перешла на так называемую асимптотическую ветвь гигантов, или АВГ. (Это ветвь, идущая к верхнему правому углу диаграммы Герцшпрунга — Расселла). Если звезда была достаточной массы, то затем может начаться горение углерода в ядре и производство в результате этого горения кислорода, неона и магния.

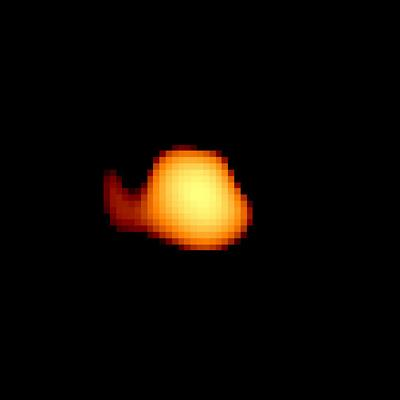
Изображение пульсирующей АВГ-звезды Мира Кита NASA image.

Внешняя оболочка красного гиганта или АВГ-звезды может расшириться до нескольких сотен радиусов Солнца, до 0,5 млрд км (3 а. е.), как в случае пульсирующей АВГ-звезды Миры. Это расстояние выходит далеко за рамки текущего среднего расстояния между двумя звёздами в системе IK Пегаса, поэтому в этот период времени две звезды разделяли общую оболочку. В результате атмосфера IK Пегаса A, возможно, была обогащена изотопами различных элементов.
Некоторое время спустя сформировалось инертное кислород-углеродное (или кислородно-магниево-неоновое) ядро, и термоядерный синтез стал происходить в двух концентрических оболочках, окружающих ядро; водород начал гореть во внешней оболочке, а гелий — вокруг инертного ядра. Однако эта фаза горения в двойной оболочке неустойчива, что привело к тепловым импульсам, ставшим причиной широкомасштабных выбросов массы из внешней оболочки звезды. Из этого выброшенного материала образовалось огромное облако, называемое планетарной туманностью. Вся водородная оболочка была исторгнута из звезды, кроме небольшой части, окружающей остаток — белый карлик, который состоит в основном из инертного ядра.

### Свойства и структура
IK Пегаса B может целиком состоять из углерода и кислорода, но может также, если в его звезде-предшественнике началось горение углерода, иметь кислородно-неоновое ядро, окружённое оболочкой, обогащённой углеродом и кислородом. В любом случае, снаружи IK Peg B покрыта атмосферой из почти чистого водорода, что позволяет отнести этот белый карлик к спектральному классу DA. Так как гелий имеет бо́льшую атомную массу, в оболочке звезды он будет «тонуть» в водородном слое. Полная масса звезды ограничивается давлением электронного вырожденного газа — квантово-механического эффекта, который ограничивает количество вещества, которое может быть «втиснуто» в заданный объём.

График показывает теоретическую зависимость радиуса белого карлика от его массы. Зелёная кривая для релятивистской модели электронного газа.

Оценивая массу IK Пегаса B в 1,15 массы Солнца, астрономы считают его весьма массивным белым карликом. Хотя его радиус не наблюдается непосредственно, он может быть оценён из известных теоретических отношений между массой и радиусом белого карлика, что даёт значение около 0,6 % от радиуса Солнца (другой источник даёт величину 0,72 %, так что в этом результате остаётся некоторая неопределённость). Таким образом, эта звезда с массой более солнечной заключена в объёме меньше земного, что указывает на чрезвычайно большую плотность этого объекта.
Массивный и в то же время компактный белый карлик обеспечивает мощнейшую силу тяжести на поверхности звезды. Астрономы обозначили эту величину через десятичный логарифм гравитационной силы в единицах СГС, или lg g. Для IK Пегаса B lg g равен 8,95. Для сравнения, lg g на Земле равен 2,99. Таким образом, сила тяжести на поверхности IK Пегаса B превосходит более чем в 900 000 раз силу тяжести на Земле.
Эффективная температура поверхности IK Pegasi B оценивается в 35 500 ± 1500 K, что делает его мощным источником ультрафиолетового излучения. В отсутствие спутника, - соседней звезды в звёздной системе, этот белый карлик постепенно (в течение миллиардов лет) остывал бы, а его радиус оставался бы практически неизменным.

## Будущая эволюция двойной системы
В 1993 году Дэвид Уонакотт (David Wonnacott), Барри Келлетт (Barry J. Kellett) и Дэвид Стикленд (David J. Stickland) выдвинули предположение, что система IK Пегаса может со временем превратиться в сверхновую типа Ia или стать катаклизмической переменной. Находясь на расстоянии 150 световых лет, она является ближайшим к Земле кандидатом в сверхновые. Однако понадобится время, чтобы система развилась до состояния, когда может произойти взрыв сверхновой. За это время она отойдёт на значительное расстояние от Земли.

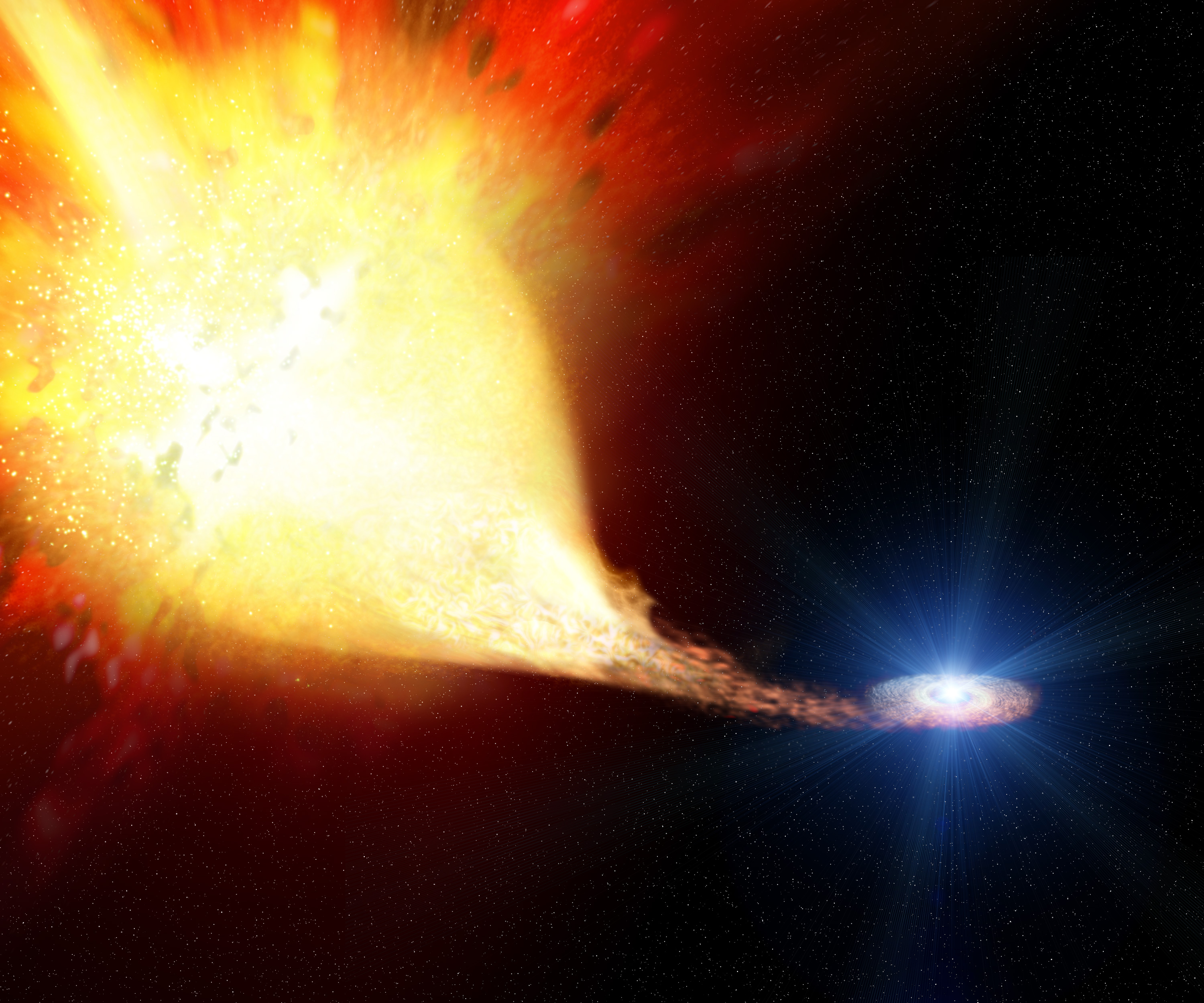
Аккреция вещества на белый карлик

Наступит время, когда IK Пегаса A сойдёт с главной последовательности и начнёт превращаться в красного гиганта. Оболочка красной звезды может вырасти до значительных размеров, в 100 раз больше нынешнего радиуса. Когда внешняя оболочка IK Peg A достигнет полости Роша его компаньона, вокруг белого карлика начнёт формироваться газообразный аккреционный диск. Этот газ, состоящий в основном из водорода и гелия, будет скапливаться на поверхности спутника. Массообмен между звёздами приведёт также к их взаимному сближению.
Газ, скопившийся на поверхности белого карлика, начнёт сжиматься и нагреваться. В какой-то момент в накопленном газе могут сложиться условия, необходимые для термоядерного горения водорода, и начавшиеся мощнейшие термоядерные взрывы будут сметать часть газа с поверхности белого карлика. Это приведёт к периодическим катастрофическим изменениям светимости системы IK Пегаса: она быстро увеличится на несколько порядков в течение нескольких дней или месяцев. Примером такой звезды является система RS Змееносца — двойная звезда, состоящая из красного гиганта и белого карлика-спутника. RS Змееносца является повторной новой, испытавшей по крайней мере шесть вспышек, происходивших каждый раз, когда путём аккреции достигалась критическая масса водорода, необходимая для производства колоссального взрыва.
Вполне возможно, что IK Пегаса будет развиваться по аналогичной схеме. Однако даже в таких мощнейших термоядерных взрывах участвует только часть аккрецированного газа: другая часть либо выбрасывается в космос, либо остаётся на поверхности белого карлика. Таким образом, при каждом цикле белый карлик может неуклонно прирастать в массе и продолжать накапливать вокруг себя оболочку из водорода.
Альтернативная модель, которая позволяет белому карлику неуклонно накапливать массу без извержения, называется источник сверхмягкого рентгеновского излучения тесных двойных (close-binary super soft X-ray source CBSS). В этом сценарии скорость массопереноса на белый карлик в тесной двойной системе такова, что прибывающий водород постепенно сгорает в термоядерном синтезе, превращаясь в гелий. Эта категория источников супермягкого рентгеновского излучения состоят из белых карликов больших масс с очень высокой температурой поверхности (0,5—1 млн K).

Анимация эволюции двойной звезды IK Пегаса

Если во время массопереноса путём аккреции масса белого карлика достигнет предела Чандрасекара в 1,44 M⊙, давление вырожденного электронного газа больше не будет поддерживать белый карлик, и он сколлапсирует. Если ядро в основном состоит из кислорода, неона и магния, то сколлапсировавший белый карлик способен образовывать нейтронную звезду. В этом случае только часть массы звезды будет выброшена в результате взрыва. Если же ядро будет углеродно-кислородным, то повышение давления и температуры начнёт горение углерода в центре звезды ещё до достижения предела Чандрасекара. Драматическим результатом этого будет запуск термоядерной реакции синтеза, в которую в течение короткого времени вступит значительная часть вещества звезды. Этого будет достаточно, чтобы звезда в катастрофическом взрыве стала сверхновой типа Ia.
Такой взрыв сверхновой может нести угрозу для жизни на Земле. Считается, что основной компонент звезды, IK Peg A, вряд ли превратится в красный гигант в ближайшем будущем. Как уже было показано ранее, пространственная скорость звезды по отношению к Солнцу равна 20,4 км/с. Это эквивалентно перемещению на расстояние в один световой год каждые 14 700 лет. Например, через 5 млн лет звезда удалится от Солнца более чем на 500 световых лет. Сверхновые типа Ia за пределами тысячи парсек (3300 световых лет), как полагают, не могут повлиять на жизнь на Земле..
После взрыва сверхновой белый карлик может полностью разрушиться или потерять только часть массы, а в расширяющейся оболочке начнётся радиоактивный распад никеля в кобальт и далее в железо, который даст энергию для свечения оболочки. Двойная система в результате взрыва, скорее всего, распадётся. Начиная с этого момента, IK Пегаса B, если выживет, будет эволюционировать как одиночный белый карлик. Относительная пространственная скорость выброшенного из системы остатка звезды-донора IK Пегаса A может достичь величины 100—200 км/с, что поставит его в ряд самых быстродвижущихся звёзд галактики. Дальнейшая эволюция IK Peg A будет почти такая же, как у компаньона: пройдя стадию красного гиганта, он сбросит внешнюю оболочку и станет быстродвижущимся белым карликом. Взрыв сверхновой также создаст расширяющуюся газопылевую оболочку, которая, в конечном счёте, сольётся с окружающей межзвёздной средой.